# Hanjar Ödäýew
Hanjar Ödäýew (russisch Ханджар Одеев, beim Weltschachverband FIDE Handszar Odeev; * 27. Januar 1972 in Moskau) ist ein turkmenischer Schachspieler.
Er spielte für Turkmenistan bei neun Schacholympiaden: 1994 bis 2002, 2006, und 2010 bis 2012 und 2016. Außerdem nahm er einmal an den asiatischen Mannschaftsmeisterschaften 2003 teil. 
Im Jahr 1995 wurde er Internationaler Meister, seit 2004 trägt er den Titel Großmeister. Seine höchste Elo-Zahl war 2502 im Oktober 2004.
| Hier fehlt eine Grafik, die im Moment aus technischen Gründen nicht angezeigt werden kann. Wir arbeiten daran! |